# ألبرت كولينز (رسام)
ألبرت كولينز (بالإنجليزية: Albert Collins)‏ هو رسام أسترالي، ولد في 1883، وتوفي في 1951.